# Rosenmöwe
Die Rosenmöwe (Rhodostethia rosea) ist eine Art der Möwen. Sie ist lückenhaft in den nördlichen Polargebieten verbreitet.

## Merkmale
Die Rosenmöwe kann mit der Zwergmöwe verwechselt werden, sie ist jedoch größer, hat längere, spitzere Flügel und einen für Möwen untypischen, keilförmigen Schwanz. Ihre Körperform kann mit keiner anderen verwechselt werden, sie hat einen runden Kopf, einen kurzen, dünnen Schnabel und einen stark abfallenden Rücken. Der Schnabel ist zu jeder Jahreszeit schwarz.
Im Prachtkleid ist die Möwe weiß mit silbergrauen, hellen Flügeln (An den spitzen sind blass-graue Streifen zu erkennen), und besitzt eine rosa Brust. Direkt hinter dem Kopf ist ein auffälliges schwarzes Band. Die Füße sind rot-orange.
Im Schlichtkleid weist sie einen grauen Nacken und Brust auf. Das Band hinter dem Kopf ist fast verschwunden, nur ein grauer Strich auf jeder Halsseite erinnert noch daran. Auf der Außenfahne der äußersten Handschwinge ist ein schwarzer Streifen.
Das Jugendkleid ist weiß-grau. Die Flügel sind bis auf die hintere Hälfte und einen großen Dreiecks-Fleck am Handgelenk weiß. Hinter dem Auge ist ein dunkelgrauer, halbmondförmiger Fleck. Die Füße sind grau-braun bis orange.

## Lebensweise
Rosenmöwen bauen ihre Nester bevorzugt an Stränden oder im Binnenland. Diese bestehen aus Gräsern, Blättern, Moos und Algen. Rosenmöwen brüten in Gruppen oder Kolonien. Das Weibchen legt im Mai drei oder weniger olivfarbene, braungetupfte Eier. Die Brutzeit hängt von klimatischen Bedingungen ab, in der Regel schlüpfen die Jungen Ende Juni, in kalten Jahren, sowie in Kanada erst im Juli. Die Jungvögel werden mit Fischen und Insekten gefüttert, sie verlassen das Nest 20 Tage nach dem Schlüpfen. Die Rosenmöwen werden mit 2 Jahren geschlechtsreif.
Rosenmöwen fressen Krabben, Insekten und Fische, die sie erbeuten, indem sie wie Seeschwalben knapp über dem Wasser fliegen und herabstoßen.
Sie sind oft in Scharen anderer Möwen unterwegs.

## Verbreitung
Rosenmöwen leben in der Tundra in Sibirien, Kanada sowie lokal in Grönland. Brutzeitbeobachtungen sind außerdem für Norwegen vorhanden. Sie ziehen immer unterhalb der Packeisgrenze, so kommen sie im Winter auch nach Island und Schottland.
Seltener sind Rosenmöwen in Nordchina, Japan, in den USA und in Mitteleuropa.

## Belege